# Ideal principal
Na teoria dos anéis, um ramo da álgebra abstrata, um ideal principal é um ideal que é gerado por um elemento.
No caso mais geral de um anel não-comutativo R, temos:
- um ideal principal à esquerda é um ideal {\displaystyle Ra={ra|r\in R}\,}
- um ideal principal à direita é um ideal {\displaystyle aR={ar|r\in R}\,}
- um ideal principal bilateral  é um ideal {\displaystyle I={e_{1}ad_{1}+e_{2}ad_{2}+\ldots +e_{n}ad_{n}|e_{1},d_{1},e_{2},d_{2},\ldots ,e_{n},d_{n}\in R}\,}

No caso comutativo, um ideal principal é um conjunto da forma {\displaystyle aR={ar|r\in R}\,}
Em {\displaystyle \mathbb {Z} \,}, é fácil mostrar que todo ideal é um ideal principal, porém esta propriedade não é válida em geral. Um contra-exemplo simples é o ideal gerado por {2, x} no domínio de integridade {\displaystyle \mathbb {Z} [x]\,}, dos polinômios de coeficientes inteiros.